# Pietro Zuccarino
Pietro Zuccarino (Busalla, 2 febbraio 1898 – Genova, 24 agosto 1973) è stato un vescovo cattolico italiano.

## Biografia
Nasce a Busalla, in provincia ed arcidiocesi di Genova, il 2 febbraio 1898 da Giacomo e Celestina Ansaldi. Riceve il battesimo il 6 febbraio seguente nella chiesa parrocchiale di San Giorgio a Busalla.

### Formazione e ministero sacerdotale
Nel 1910 entra nel seminario arcivescovile di Genova; nel 1917 esce momentaneamente per poter partecipare alla prima guerra mondiale, dapprima come sottotenente, poi come tenente del 135º reggimento di fanteria. Al termine del conflitto resta mobilitato pertanto, nel 1920, è inviato con delle truppe italiane a presidiare lo svolgimento del plebiscito dell'Alta Slesia; lì conosce don Primo Mazzolari, con cui stringe un rapporto d'amicizia.
Il 25 luglio 1923 è ordinato presbitero, nella cattedrale di San Lorenzo a Genova, dall'arcivescovo Giosuè Signori. Celebra nel paese natale la sua prima messa, a cui assiste come chierichetto il futuro vescovo di Albenga Alessandro Piazza.
Dopo l'ordinazione è, per un anno, segretario particolare del vescovo di Verona Girolamo Cardinale, genovese, già suo insegnante in seminario. Continua poi gli studi a Roma, dove frequenta il Pontificio seminario lombardo e, nel 1926, ottiene la laurea in teologia presso la Pontificia Università Gregoriana; al contempo è vicerettore della chiesa di San Giovanni Battista dei Genovesi.
Tornato nell'arcidiocesi di Genova, ricopre per dieci anni l'incarico di vicerettore del seminario minore, per poi diventarne nel 1936 rettore. Nel 1944 è sfollato con i chierici del seminario a Voltaggio, in provincia di Alessandria; lì assiste spiritualmente un gruppo di giovani partigiani prima della fucilazione. Nel 1946 è nominato rettore dei seminari uniti; divise di nuovo le due comunità nel 1949, diviene rettore del seminario maggiore.

### Ministero episcopale
Il 5 gennaio 1951 papa Pio XII lo nomina vescovo coadiutore sedi datus di Bobbio e vescovo titolare di Filadelfia di Lidia. L'11 febbraio successivo riceve l'ordinazione episcopale, nella cattedrale di Genova, dall'arcivescovo Giuseppe Siri (poi cardinale), coconsacranti i vescovi Girolamo Cardinale e Francesco Marchesani. Il 19 marzo entra in diocesi, nella cattedrale di Bobbio.
Il 29 novembre 1953 papa Pio XII lo nomina vescovo di Bobbio; succede a Bernardo Bertoglio, deceduto il 13 ottobre precedente. Il 21 gennaio 1954 è ricevuto in udienza dal presidente della Repubblica Luigi Einaudi per prestare il giuramento previsto dal concordato allora in vigore.
Durante il suo episcopato indìce e celebra due sinodi diocesani, nel 1958 e nel 1966; effettua più volte la visita pastorale nelle parrocchie della diocesi e benedice le molte croci presenti sulle montagne della diocesi, guadagnandosi così l'appellativo di "vescovo dei monti". Dà avvio alla costruzione del nuovo seminario, inaugurato il 1º maggio 1960 dal cardinale Siri, e trasforma il vecchio seminario in archivio storico diocesano.
Il 3 febbraio 1961 papa Giovanni XXIII lo nomina assistente al Soglio Pontificio. Partecipa come padre conciliare a tutte le sessioni del Concilio Vaticano II.
Grazie al suo interessamento, il 15 maggio 1969 papa Paolo VI inserisce nel Calendario romano generale la memoria di san Colombano, patrono di Bobbio.
Muore il 24 agosto 1973, all'età di 75 anni, all'ospedale Galliera di Genova, dov'era ricoverato. Dopo le esequie, celebrate dal cardinale Giuseppe Siri nella cattedrale di Santa Maria Assunta a Bobbio, viene sepolto nel transetto sinistro dello stesso edificio.

## Genealogia episcopale e successione apostolica
La genealogia episcopale è:
- Cardinale Scipione Rebiba
- Cardinale Giulio Antonio Santori
- Cardinale Girolamo Bernerio, O.P.
- Arcivescovo Galeazzo Sanvitale
- Cardinale Ludovico Ludovisi
- Cardinale Luigi Caetani
- Cardinale Ulderico Carpegna
- Cardinale Paluzzo Paluzzi Altieri degli Albertoni
- Papa Benedetto XIII
- Papa Benedetto XIV
- Papa Clemente XIII
- Cardinale Bernardino Giraud
- Cardinale Alessandro Mattei
- Cardinale Pietro Francesco Galleffi
- Cardinale Giacomo Filippo Fransoni
- Cardinale Carlo Sacconi
- Cardinale Edward Henry Howard
- Cardinale Mariano Rampolla del Tindaro
- Cardinale Gennaro Granito Pignatelli di Belmonte
- Cardinale Pietro Boetto, S.I.
- Cardinale Giuseppe Siri
- Vescovo Pietro Zuccarino

La successione apostolica è:
- Vescovo Angelo Zambarbieri (1959)

## Araldica
Blasonatura dello stemma: Trinciato: nel 1º d'argento ai tre gigli d'oro giacenti sulla linea di partizione; nel 2º d'azzurro alla stella d'argento (6) in alto a sinistra; il capo d'oro all'aquila nascente di nero.

## Onorificenze
Alla fine del primo conflitto mondiale riceve due medaglie di bronzo al valor militare e la Croce al merito di guerra.